# Восточный Кыкаёль
Восточный Кыкаёль — река в России, протекает по территории района Печора Республики Коми. Левый приток реки Перебор.

## География
Исток реки находится к северу от истока реки Западный Кыкаёль. Устье реки находится в 22 км от устья реки Перебор по левому берегу. Длина реки составляет 10 км.

## Этимология
Необычное для языка коми название Кыкаёль, образовано из кыка — «с двумя» и ёль — «ручей». Возможно, оно относилось сразу к двум рекам: Восточный Кыкаёль и Западный Кыкаёль (их устья разделяет менее чем 100 метров).

## Данные водного реестра
По данным государственного водного реестра России относится к Двинско-Печорскому бассейновому округу, водохозяйственный участок реки — Печора от водомерного поста у посёлка Шердино до впадения реки Уса, речной подбассейн реки — бассейны притоков Печоры до впадения Усы. Речной бассейн реки — Печора.
Код объекта в государственном водном реестре — 03050100212103000063245.